# 林光寺 (水戸市)
林光寺（りんこうじ）は、茨城県水戸市にある、浄土真宗単立の仏教寺院（浄土真宗東本願寺派）。山号は華輪山（かりんざん）。
本尊は阿弥陀如来。

## 歴史
寺伝『華輪山林光寺 本堂建立講演書畫会芳名名簿』によると、文永2年（1265年）、水戸城城下、千波湖の北（旧：水戸城下上市寺町）に浄了が開基したのが始まり。浄了は鎌倉の士人筑後入道尊念の子孫であり、この地に移り住んでいた。浄土真宗本願寺第2世如信上人が、常陸の国を周遊した折、浄了は法教に帰した。その際如信上人より、名を如實と授かった。その後、寛文10年（1670年）に、水戸藩2代藩主徳川光圀から3畝23歩余りを賜り、現在の地に移った。
大正時代は、林光寺は災厄に会い、本堂が荒廃していた。林光寺住職第15世大成は本堂再建を計画するも病にて逝去。その意思を継いだ林光寺住職第16世龍興により、再び本堂再建が進む。しかし過去最大の寄付金が集まるものの額が足りず本堂建立は困難を極めた。大正15年5月、林光寺15世大成の実弟麻田顕成が発起人となり、林光寺の世話人、後援者ととも本堂再建後援会を設立し、大正15年7月15日寄付金集めの集会を、水戸市下市竹隅町会堂で開催した。この際、寄付金特別賛助者として画家尾竹竹坡、尾竹越堂が出席している。寄付金供出の賛同者の要望に応じ、前出の画家2名は「揮毛」の筆を走らせた。なおこの際の寄付金は、一口30円であった（大正時代の日本郵船の慶応大学出身の初任給が30円であった。

## 年中行事
- 1月1日 元旦会（修正会）
- 3月18日 春季彼岸会（24日まで）
- 3月19日 永代経法要
- 8月13日 盂蘭盆会/お盆（16日まで）
- 9月20日 秋季彼岸会（26日まで）
- 11月13日 報恩講、尺八・箏演奏会
- 12月31日 歳暮勤行

## 近隣施設
- 水戸駅
- 偕楽園
- 水戸城

## アクセス
- 水戸駅南口より南東へ約3.0km
- 北関東自動車道水戸南インターチェンジより北西へ3.7km